# Old Man of Gugh
Der Old Man of Gugh ist der einzige archäologisch untersuchte Menhir (englisch Standing Stone) der Scilly-Inseln. Er stammt aus der Bronzezeit und steht am „Kittern Hill“ auf dem Island of Gugh (kornisch Keow), einer Insel der Scilly-Inseln vor der Küste von Cornwall in England.
Der alte Mann von Gugh ist aus Granit. Er steht etwas schief und ist etwa 2,7 Meter hoch. Er ist nicht der höchste – der Mount Flagon Menhir ist 2,8 m hoch, der Long Rock Menhir ist 2,5 m hoch. Beide stehen auf St Mary’s.
Auf dem Kittern Hill gibt es fünf Eingangsgräber, von denen Obadiah’s Barrow (etwa 300 m östlich vom Old Man), im Jahre 1901 von George Bonsor ausgegraben wurde. Er grub auch um die Basis des Old Man, fand dort aber nichts.